# Pedro Callá
Pedro Eugenio Callá (Buenos Aires, 30 novembre 1933) è un ex calciatore argentino, di ruolo attaccante.

## Carriera

### Club
Ha trascorso l'intera carriera in club argentini.

### Nazionale
Ha disputato dodici incontri per la Nazionale argentina tra il 1959 e il 1960.